# Аминова, Хадича
Хадича Аминова (узб. Xadicha Aminova; 13 декабря 1909, Среднеазиатские владения Российской империи (ныне Джалакудукский район Андижанской области, Узбекистана) — 20 августа 1989, Андижан) — узбекская советская актриса

 театра и кино. Народная артистка Узбекской ССР (1939).

## Биография
Сценическую деятельность начала в 1930 году в Андижанском узбекском музыкально-драматическом театре (ныне Андижанский государственный театр драмы и комедии имени З.Бабура).
Снималась в фильмах киностудии «Узбекфильм»: Джамол («Дочь Ферганы», 1948), Гульсумби («Священная кровь» (1956, режиссёр Латиф Файзиев), Хадиджа («Светлый путь»).
Игра Х. Аминовой отличалась жизненной правдой, искренностью. Особенно удавались актрисе роли матерей.

## Избранные роли
- Майсара (пьеса «Проделки Майсары» Хамзы Хакимзаде Ниязи),
- Мастон («Равшан и Зулхумор» Яшена),
- Луиза; Зебо (оперетта «Аршин мал алан» Узеира Гаджибекова).